# Thorsten Stolz

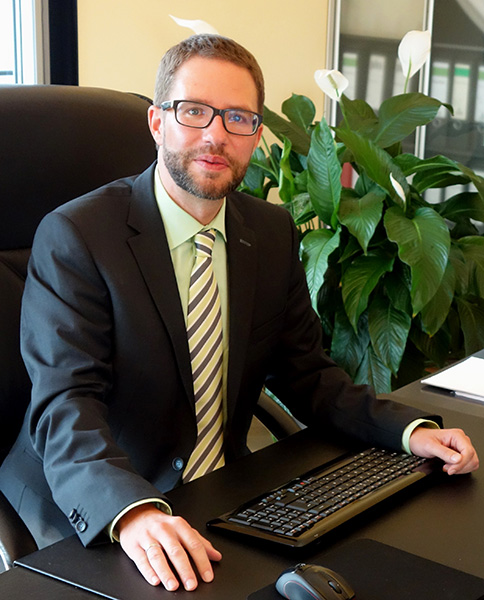
Thorsten Stolz

Thorsten Stolz (* 1. September 1979 in Gelnhausen) ist ein deutscher Politiker (SPD) und seit Juni 2017 Landrat des Main-Kinzig-Kreises.

## Leben
Nach der Schule absolvierte Stolz an der Verwaltungshochschule in Frankfurt ein Studium mit den Schwerpunkten Verwaltungsrecht, Kommunalrecht und öffentliche Finanzen und wurde 2003 Diplom-Verwaltungswirt (FH). Danach arbeitete er bei der Stadt Frankfurt am Main in der Finanzverwaltung.
Nachdem nach 30 Jahren Jürgen Michaelis in Gelnhausen nicht mehr für das Amt des Bürgermeisters kandidierte, bewarb sich Stolz 2006. Er setzte sich in der Stichwahl mit 62,3 Prozent gegen den CDU-Bewerber durch. Am 12. April 2007 war seine Amtseinführung in der Kreisstadt des Main-Kinzig-Kreises. 2012 wurde Stolz mit 77 Prozent wiedergewählt.
Am 5. März 2017 trat Stolz zur Wahl des Landrats des Main-Kinzig-Kreises an und konnte sich mit 57,9 Prozent der Stimmen im ersten Wahlgang gegen fünf Mitbewerber durchsetzen. Am 18. Juni 2017 übernahm er das Amt des Landrats des Main-Kinzig-Kreises. Bei seiner ersten Wiederwahl am 29. Januar 2023 erhielt er 67,5 % und bleibt somit weiter Landrat.
Stolz ist seit 2010 verheiratet. Im September 2015 wurde er Vater.